# Sondheim vor der Rhön
Sondheim vor der Rhön, Sondheim v.d.Rhön – miejscowość i gmina w Niemczech, w kraju związkowym Bawaria, w rejencji Dolna Frankonia, w regionie Main-Rhön, w powiecie Rhön-Grabfeld, wchodzi w skład wspólnoty administracyjnej Ostheim vor der Rhön. Leży na pograniczu Rhön i Grabfeldu, około 15 km na północ od Bad Neustadt an der Saale.

## Dzielnice
W skład gminy wchodzą dwie dzielnice: Sondheim vor der Rhön, Stetten.

## Demografia
| Rok  | Liczba mieszk. |
| ---- | -------------- |
| 1970 | 1.105          |
| 1987 | 1.061          |
| 2000 | 1.154          |
| 2005 | 1.066          |

## Oświata
(na 1999)

W gminie znajduje się 50 miejsc przedszkolnych (z 42 dziećmi).